# Le Fay-Saint-Quentin
Le Fay-Saint-Quentin is een gemeente in het Franse departement Oise (regio Hauts-de-France) en telt 494 inwoners (2005). De plaats maakt deel uit van het arrondissement Beauvais.

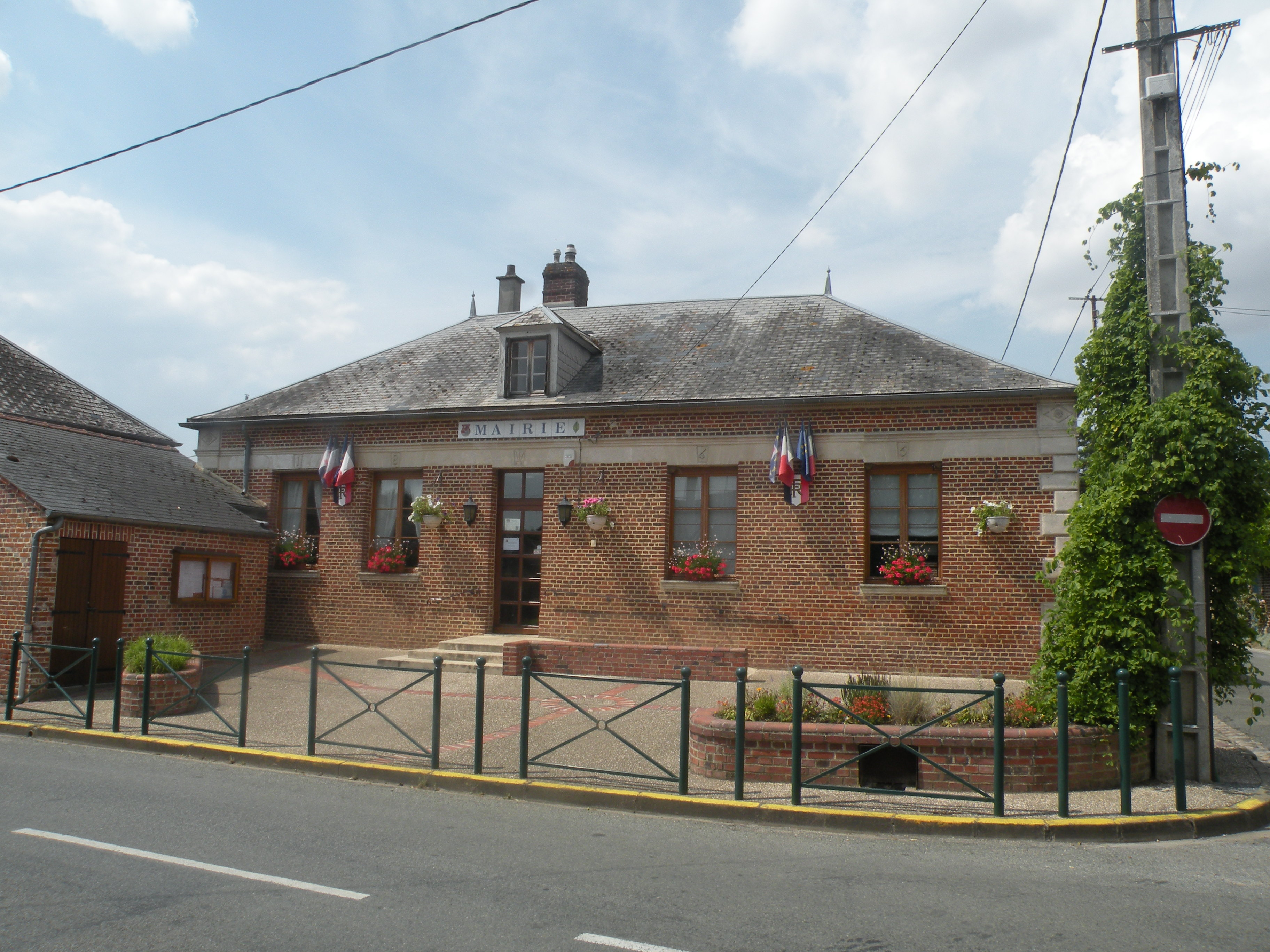
Gemeentehuis
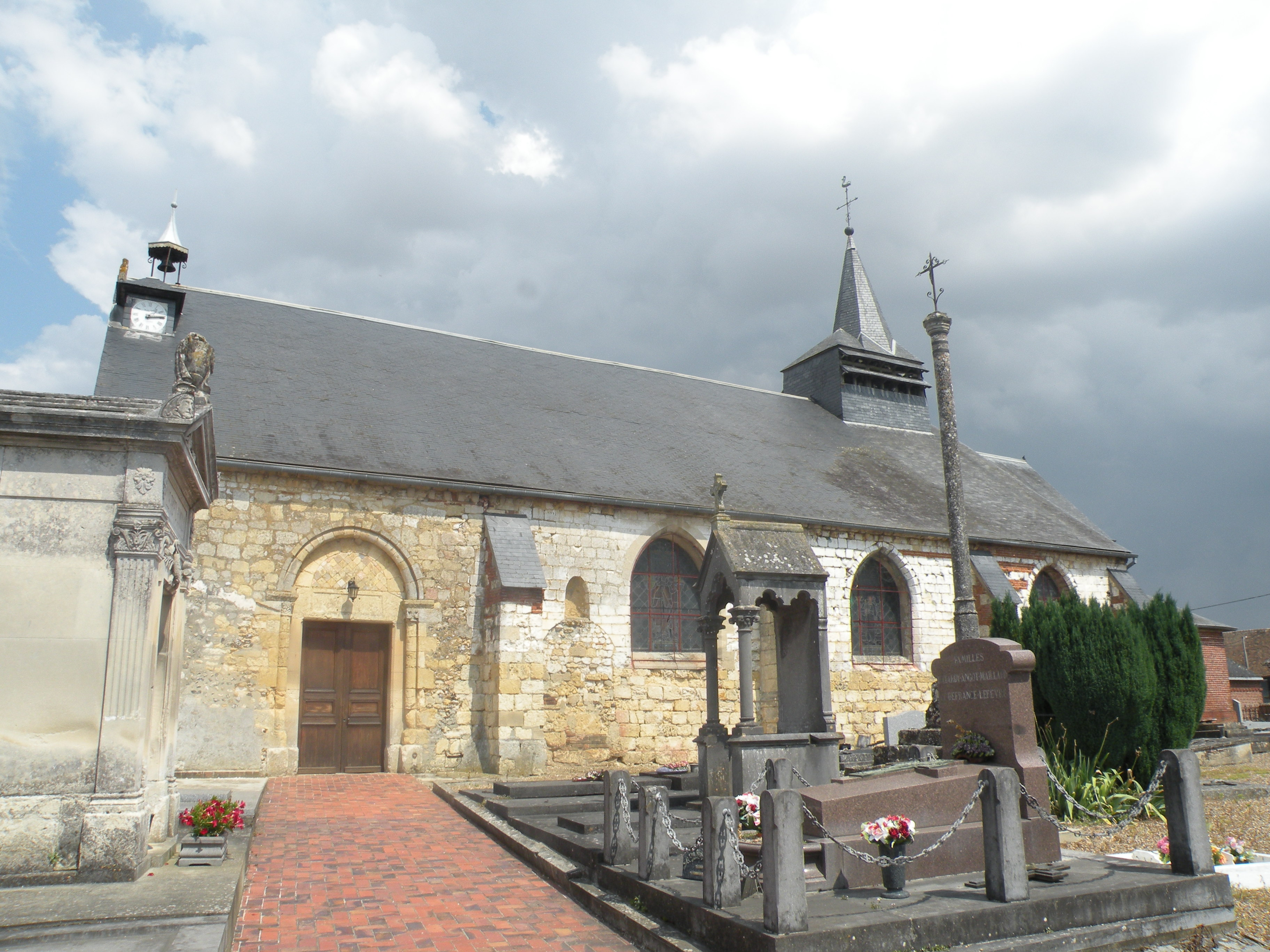
Kerk van St. Laurent
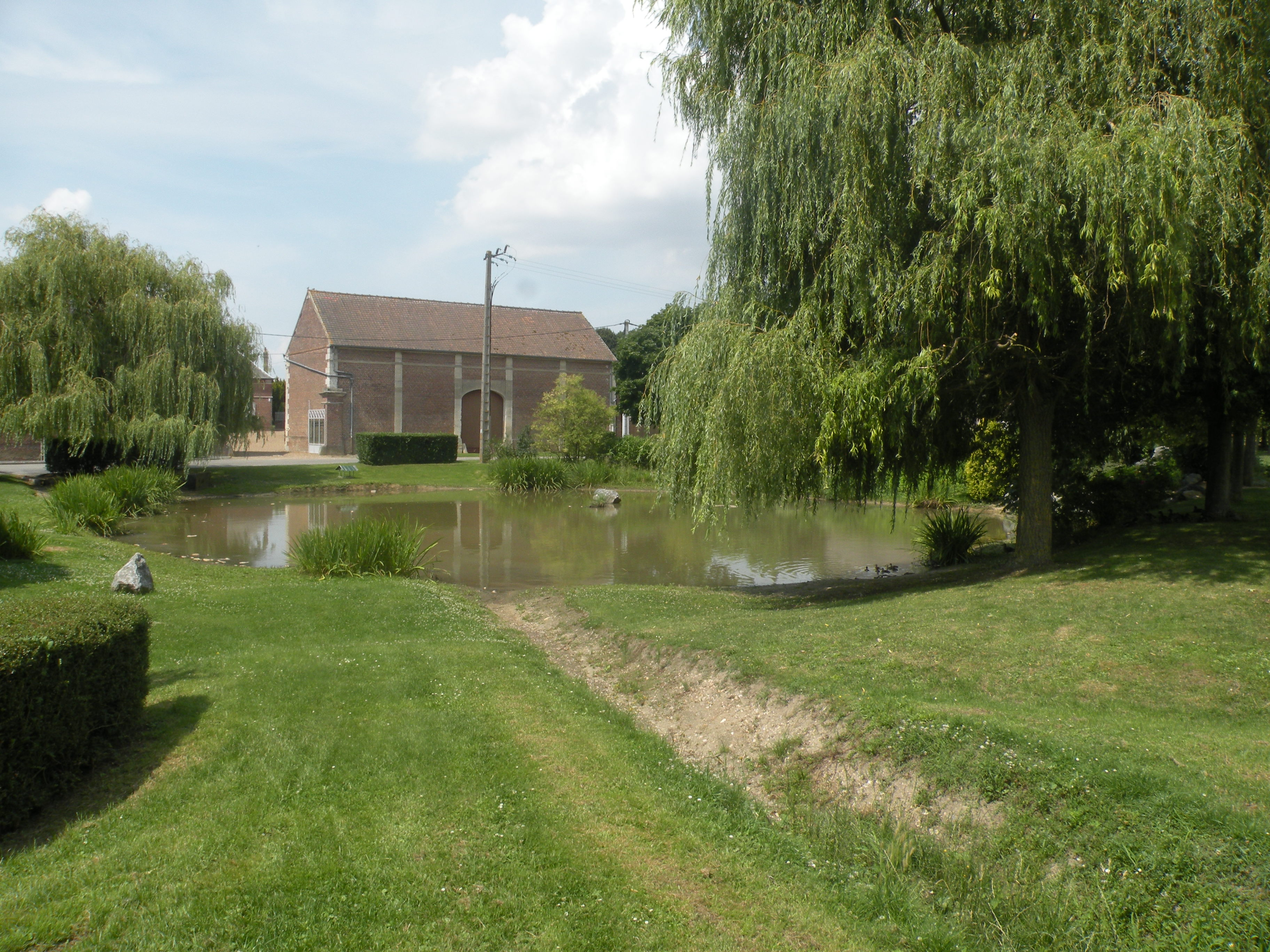
Le Fay-Saint-Quentin

## Geografie
De oppervlakte van Le Fay-Saint-Quentin bedraagt 7,1 km², de bevolkingsdichtheid is 69,6 inwoners per km².
De onderstaande kaart toont de ligging van Le Fay-Saint-Quentin met de belangrijkste infrastructuur en aangrenzende gemeenten.

## Demografie
Onderstaande figuur toont het verloop van het inwonertal (bron: INSEE-tellingen).